# Bliss (Idaho)
Bliss is een plaats (city) in de Amerikaanse staat Idaho, en valt bestuurlijk gezien onder Gooding County.

## Demografie
Bij de volkstelling in 2000 werd het aantal inwoners vastgesteld op 275.
In 2006 is het aantal inwoners door het United States Census Bureau geschat op 255, een daling van 20 (-7,3%).

## Geografie
Volgens het United States Census Bureau beslaat de plaats een oppervlakte van
1,3 km², geheel bestaande uit land. Bliss ligt op ongeveer 997 m boven zeeniveau.

## Plaatsen in de nabije omgeving
De onderstaande figuur toont nabijgelegen plaatsen in een straal van 40 km rond Bliss.